# Nattriss Head
Nattriss Head är en udde i Sydgeorgien och Sydsandwichöarna (Storbritannien). Den ligger i den nordvästra delen av Sydgeorgien och Sydsandwichöarna.
Terrängen inåt land är huvudsakligen kuperad, men norrut är den bergig. Havet är nära Nattriss Head åt sydost.  Det finns inga samhällen i närheten. 